# 서초중학교
서초중학교(瑞草中學校)는 대한민국 서울특별시 서초구 서초동에 있는 강남 8학군 공립 중학교이다.

## 학교 연혁
- 1979년 8월 30일 : 학교설립 인가
- 1979년 9월 5일 : 초대 이종각 교장 취임
- 2002년 11월 15일 : 창의관 준공
- 2004년 11월 20일 : 학교 급식실 개관
- 2007년 10월 5일 : 인조잔디운동장 개장
- 2018년 10월 30일 : 혜윰 도서관 개관
- 2021년 9월 1일 : 제14대 이옥경 교장 취임
- 2023년 2월 2일 : 제44회 졸업식 졸업생 202명(남 121명, 여 81명)
- 2023년 3월 2일 : 입학식 입학생 220명(남 137명, 여 83명)
- 2023년 12월 31일: 학교폭력 예방 우수학교 서울특별시교육감 표창
- 2023년 12월 31일 : 학부모 학교참여 우수학교 서울특별시교육감 표창
- 2024년 2월 2일: 제45회 졸업식, 졸업생 234명(남:151명, 여:83명)
- 2024년 3월 4일: 입학식, 입학생 183명(남:107명, 여:76명)
- 2025년 1월 7일: 제46회 졸업식, 졸업생 222명(남:140명, 여:82명)
- 2025년 3월 1일: 제15대 김유미 교장 취임
- 2025년 3월 4일: 입학식, 입학생 242명(남:144명, 여:98명)

## 참고 자료
- 서초중학교 - 한국교육학술정보원 학교알리미

## 인접한 학교
- 서울고등학교